# Betty Boop for President
Betty Boop for President es un corto de animación estadounidense de 1932, de la serie de Betty Boop. Fue producido por los estudios Fleischer y distribuido por Paramount Pictures. En él aparecen Betty Boop y Bimbo.

## Argumento
Betty Boop se presenta como candidata a las Elecciones presidenciales en Estados Unidos. Su principal rival es ”Mr. Nobody”, que en español quiere decir el "Sr. Nadie". Una multitud de gente aclama o abuchea a los candidatos.

## Realización
Betty Boop for President es la sexta entrega de la serie de Betty Boop y fue estrenada el 4 de noviembre de 1932.